# МАЗ 152

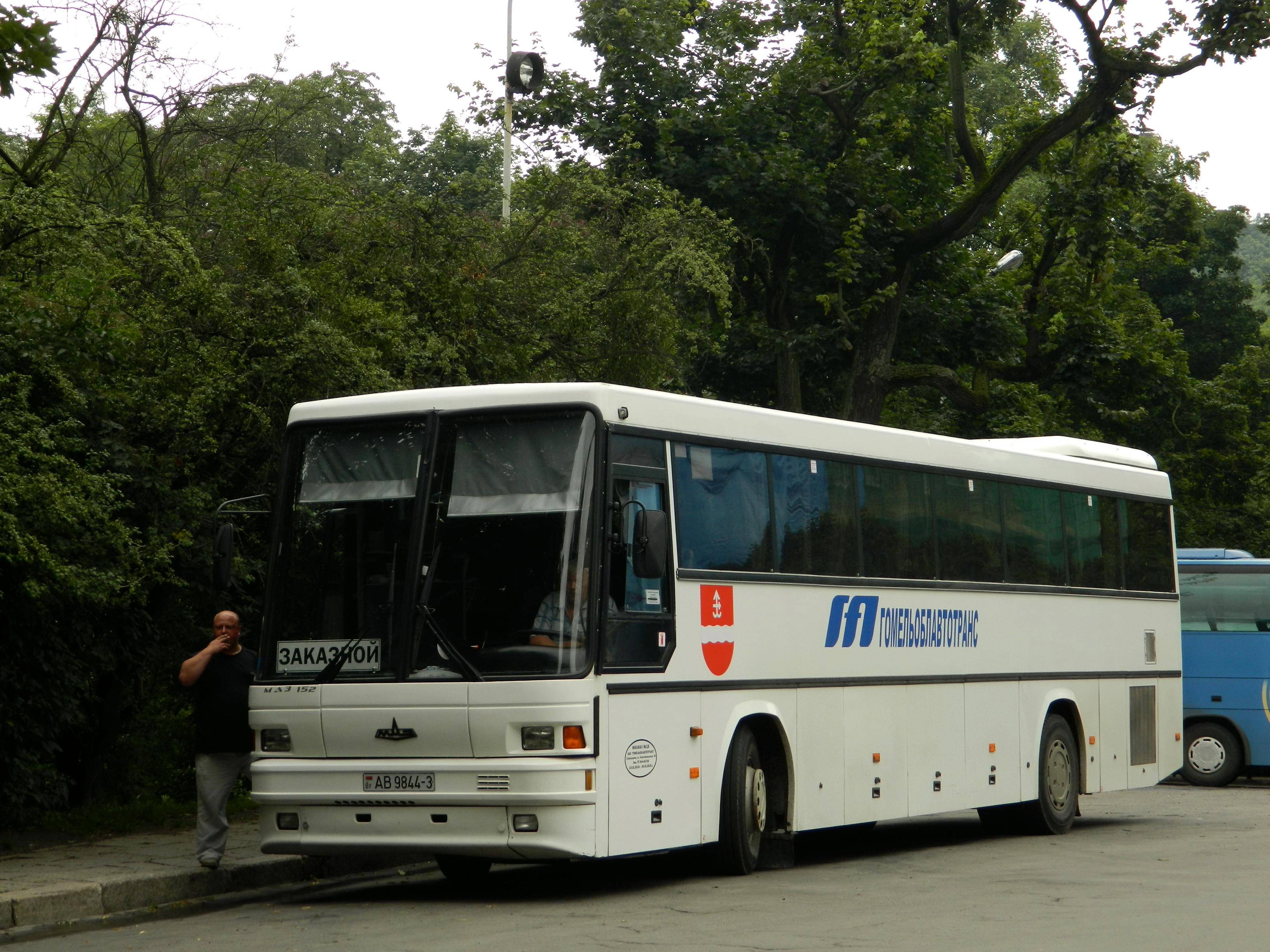
МАЗ 152

МАЗ-152 — міжміський автобус Мінського автомобільного заводу.
Автобус був розроблений в 1999 році, серійно випускався з 2000 по 2014 рік. Існує дві базові модифікації: МАЗ-152 і МАЗ-152А — більш комфортабельна версія, що має додаткове оснащення: кондиціонер, біотуалет, холодильник, міні-кухня, аудіо- та відеосистеми, системи індивідуального освітлення та вентиляції.
На автобусах МАЗ-152 встановлені м'які сидіння з механізмом регулювання кута нахилу спинки сидіння, механізмом регулювання положення підніжки і механізмом поперечного зсуву сидіння.
На автобуси можуть бути встановлені двигуни ЯМЗ, MAN і Mercedes-Benz.
Експлуатується в ряді міст Білорусі, Росії, України.